# 1973 a tudományban
Az 1973. év a tudományban és a technikában.

## Díjak
- Nobel-díjak
  - Fizikai Nobel-díj: Leo Esaki, Ivar Giaever, Brian David Josephson
  - Fiziológiai és orvostudományi Nobel-díj: Karl von Frisch, Konrad Lorenz, Nikolaas Tinbergen
  - Kémiai Nobel-díj: Ernst Otto Fischer, Geoffrey Wilkinson

## Születések
- április 28. – Ian Murdock amerikai informatikus mérnök, a Debian projekt és a Progeny alapítója († 2015)

## Halálozások
- február 11. – Johannes Hans Daniel Jensen német atomfizikus (* 1907)
- március 14. – Howard H. Aiken amerikai mérnök, a számítástechnika egyik úttörője (* 1900)
- május 21. – Grigore Moisil román matematikus, a román informatika atyja (* 1906)
- augusztus 11. – Karl Ziegler Nobel-díjas német kémikus (* 1898)
- december 17. – Charles Greeley Abbot amerikai asztrofizikus és napkutató (* 1872)
- december 24. – Gerard Kuiper holland csillagász (* 1905)